# Jennifer Kydd
Jennifer Kydd est une actrice canadienne née en 1976 en banlieue d'Halifax (Nouvelle-Écosse). Elle a joué le rôle de Paige Bradshaw dans la série télévisée Falcon Beach. Elle vit présentement à Toronto.

## Filmographie
- 2006-2007 : Falcon Beach : Paige Bradshaw (saisons 1-2)
- 2009 : Le Cri du hibou : Susie Escham
- 2011 : Les 12 Noël de Kate (12 Dates of Christmas, téléfilm) : Nancy
- 2014 : Big Driver (téléfilm) : Patsy